# Президент Швейцарии
Президент Швейцарской Конфедерации (нем. Bundespräsident, фр. Président de la Confédération, итал. Presidente della Confederazione, романш. President da la Confederaziun) является председательствующим членом Федерального совета (правительства Швейцарии). Президент Швейцарии не является главой государства, поскольку коллективным главой государства считается весь Федеральный совет. Однако его голос является решающим при обсуждении текущих дел на Федеральном совете. Как первый среди равных, президент не имеет полномочий отдавать руководящие распоряжения другим членам Совета и продолжает возглавлять свой департамент. Избирается на один год парламентом из числа членов Федерального совета и обладает по преимуществу, представительскими функциями.
Традиционно должность ротируется между членами Совета, и на должность президента избирается прошлогодний вице-президент.
Конституционные положения, касающиеся организации Федерального правительства и Федеральной администрации, изложены в разделе 1 главы 3 Швейцарской федеральной конституции в статьях 174 до 179. Статья 176 специально посвящена президенту.

## Функции
В отличие от президента Австрии или Германии, президент Швейцарии не является ни главой государства, ни главой правительства. Все эти функции выполняются Федеральным советом коллегиально. При равенстве голосов в Совете (что случается не часто, так как число членов Совета является нечётным) голос президента становится решающим.
В дополнение к руководству своим собственным департаментом президент осуществляет некоторые представительские обязанности главы государства. Президент проводит радио- и телевизионные выступления по случаю Нового года и Швейцарского национального праздника (1 августа). С момента вступления Швейцарии в ООН президент стал ездить с зарубежными визитами. Однако, поскольку у швейцарцев нет единого главы государства, президент не осуществляет государственные визиты. При выезде за границу он делает это только в качестве обычного главы департамента.
В случае визита иностранного главы государства его принимают все семь членов Федерального совета совместно, а не президент Конфедерации. От имени всего Совета принимаются верительные грамоты, подписываются договоры и другие документы такого рода.

## Выборы
Президент избирается на зимней сессии в начале декабря каждого года Федеральным собранием из членов Федерального совета сроком на один год.
В XIX веке избрание в качестве федерального президента было наградой особо уважаемым членам Федерального совета. Менее влиятельные члены правительства игнорировались. Одним из таких примеров является Вильгельм Матиас Нефф, который входил в правительство 27 лет, но федеральным президентом стал лишь однажды в 1853 году.
С двадцатого века выборы обычно обходятся без дискуссии. Существует неписаное правило, согласно которому член Федерального совета, который дольше всех не был президентом, становится им. Поэтому очередь каждого члена Федерального совета приходит по крайней мере один раз в семь лет. Некоторую напряжённость даёт только то, сколько голосов получает человек, который должен быть избран президентом. Это рассматривается как испытание популярности. В 1970-х и 1980-х годах 200 голосов (из 246 возможных) рассматривались как отличный результат, но в нынешнюю эпоху растущих партийно-политических конфликтов результат в 180 голосов является хорошим.
До 1920 года для Федерального президента было обычным также возглавлять министерство иностранных дел. Поэтому каждый год происходило передвижение по должности, когда предыдущий президент возвращался в свой бывший департамент, а новый президент переезжал в министерство иностранных дел. Кроме того, было традиционным для федерального президента, как и министра иностранных дел, не покидать Швейцарию в течение года его пребывания в должности.